# 頭文字D動畫集數列表
《頭文字D》是一部以山道競速為題材的日本青年漫畫，漫畫作者為重野秀一。本條目主要是此漫畫改編的動畫系列的各集中日文標題與簡介。

## 頭文字D First Stage
第一部，全26集，富士電視台播映。動畫製作由STUDIO COMET（擔任單數話）和GALLOP（第2話之外，擔任雙數話）共同製作。
故事概要
男主角「藤原拓海」是一個剛考上駕照的18歲高中生，平日的他在加油站打工，對於汽車一點概念也沒有，因此常被身邊愛車族的友人取笑。但私底下的拓海自13歲起，就被父親藤原文太要求幫忙每天凌晨時開著車到山頂上的溫泉飯店送豆腐，因此擁有非常豐富的駕駛經驗。身為昔日山路賽車手的文太，刻意利用送豆腐作為理由訓練兒子成為一名賽車手，他在車上的置杯架中放了一杯清水，要求拓海在不讓杯中清水溢出的前提下，安然將車開上山，藉此訓練出拓海對於汽車重心轉移與運動特性的絕佳敏銳觸感。
在一次陰錯陽差下，拓海的高超駕駛技巧終於被周圍的人們發現，從此以後他開始遇到許多外地來的車手挑戰並且一一克服，並且與當初的對手「高橋涼介」和「高橋啟介」組成一支山路賽車隊，名為「Project D」，一同征戰國內各地的山路。
各話標題
| 集數   | 日文標題                       | 中文標題         | 劇本     | 分鏡          | 演出       | 作畫監督        | 首映日期       |
| ------ | ------------------------------ | ---------------- | -------- | ------------- | ---------- | --------------- | -------------- |
| ACT.1  | 究極のとうふ屋ドリフト         |                  | 戶田博史 | 三澤伸        | 三澤伸     | 一川孝久        | 1998年4月18日  |
| ACT.2  | リベンジ宣言!ほえるターボ      |                  | 戶田博史 | 三沢伸        | 工藤進     | 山崎猛          | 1998年4月25日  |
| ACT.3  | ダウンヒルズスペシャリスト登場 | 下坡專家登場     | 戶田博史 | 葛谷直行      | 葛谷直行   | 一川孝久        | 1998年5月2日   |
| ACT.4  | 交流戦突入!                    |                  | 戶田博史 | 三沢伸        | 小滝禮     | 辻初樹          | 1998年5月9日   |
| ACT.5  | 決着!ドッグファイト!           | 激烈的混戰       | 戶田博史 | 三沢伸 工藤進 | 山口美浩   | 山崎猛          | 1998年5月16日  |
| ACT.6  | 新たなる挑戦者                 | 新的挑戰者       | 岸間信明 | 波多正美      | 波多正美   | 石井邦幸        | 1998年5月23日  |
| ACT.7  | 走り屋のプライド               |                  | 岸間信明 | 湖山禎崇      | 工藤進     | 一川孝久        | 1998年6月13日  |
| ACT.8  | タイムアップ寸前!              | 時間結束之前     | 岸間信明 | 玉野陽美      | 鶴田寛     | 小林一幸 高成雲 | 1998年6月20日  |
| ACT.9  | 限界バトル!                    |                  | 岸間信明 | 葛谷直行      | 山口美浩   | 山崎猛 一川孝久 | 1998年6月27日  |
| ACT.10 | 爆裂! 5連ヘアピン              |                  | 岸間信明 | 小滝禮        | 小滝禮     | 辻初樹          | 1998年7月4日   |
| ACT.11 | デンジャラス慎吾登場!          | 危險的慎吾登場   | 戸田博史 | 池上和誉      | 西本由起夫 | 一川孝久 山崎猛 | 1998年7月11日  |
| ACT.12 | FR殺しのデスマッチ!            | FR殺手的驚險決戰 | 戸田博史 | 波多正美      | 波多正美   | 石井邦幸        | 1998年8月1日   |
| ACT.13 | イツキの初デート               | 阿樹的第一次約會 | 戸田博史 | 牧野行洋      | 山口美浩   | 山崎猛 一川孝久 | 1998年8月8日   |
| ACT.14 | 進化するドリフトの天才!        |                  | 戸田博史 | 真野玲        | 鶴田寛     | 小林一幸 高成雲 | 1998年8月15日  |
| ACT.15 | 拓海・怒涛の激走!              |                  | 戸田博史 | 池上和誉      | 西本由起夫 | 一川孝久 山崎猛 | 1998年8月22日  |
| ACT.16 | 碓氷峠のエンジェル             |                  | 岸間信明 | 小滝礼        | 小滝礼     | 辻初樹          | 1998年8月29日  |
| ACT.17 | サドンデス・デスマッチ         |                  | 岸間信明 | 横田和善      | 横田和善   | -               | 1998年9月12日  |
| ACT.18 | 熱風! 激走! 碓氷峠             |                  | 岸間信明 | 波多正美      | 波多正美   | 石井邦幸        | 1998年9月19日  |
| ACT.19 | 決着! スーパードリフト         |                  | 岸間信明 | 葛谷直行      | 工藤進     | 一川孝久        | 1998年9月26日  |
| ACT.20 | ジ・エンド・オブ・サマー       | 夏日戀情的結束   | 岸間信明 | 佐藤雄三      | 鶴田寛     | 小林一幸 高成雲 | 1998年10月10日 |
| ACT.21 | スーパースターからの挑戦状     | 超級巨星的挑戰書 | 岸間信明 | 湖山禎崇      | 横田和善   | 一川孝久        | 1998年10月17日 |
| ACT.22 | 激闘! ヒルクライム             |                  | 岸間信明 | 小滝礼        | 小滝礼     | 辻初樹          | 1998年10月24日 |
| ACT.23 | 雨のダウンヒルバトル           |                  | 岸間信明 | 池上和誉      | 工藤進     | 金沢比呂司      | 1998年11月7日  |
| ACT.24 | 赤城の白い彗星!                | 赤城的白色彗星   | 戸田博史 | 波多正美      | 波多正美   | 佐藤正樹        | 1998年11月14日 |
| ACT.25 | 決戦! ラストバトル             |                  | 戸田博史 | 池上和誉      | 池上和誉   | 一川孝久        | 1998年11月28日 |
| ACT.26 | 新ダウンヒル伝説!              | 新的下坡傳說     | 戸田博史 | 佐藤雄三      | 鶴田寛     | 小林一幸 高成雲 | 1998年12月5日  |

## 頭文字D Second Stage
第二部，全13集，富士電視台播映。動畫製作由Pastel製作。
故事概要
在拓海擊敗白色慧星高橋涼介後沒多久，另一群自許為山道王者的EVO車隊－帝王隊，不斷的向各車隊挑戰,並宣稱要在一個月之內稱霸整個群馬縣．曾是涼介手下敗將的須藤京一，揚言要向涼介進行復仇賽，終止涼介的連勝記錄，令京一無法相信的是，涼介竟曾敗在秋名的86手上，這群作風囂張的車隊又會讓日後的群馬縣步上什麼樣的戰局。
各話標題
| 集數   | 日文標題                     | 中文標題             | 劇本     | 分鏡              | 演出     | 作畫監督                          | 首映日期       |
| ------ | ---------------------------- | -------------------- | -------- | ----------------- | -------- | --------------------------------- | -------------- |
| ACT.1  | 掟やぶりのスーパーウェポン   |                      | 戸田博史 | 政木伸一          | 篠幸裕   | つなきあき 佐藤正樹（總作畫監督） | 1999年10月14日 |
| ACT.2  | ランエボ軍団、秋名出撃!      | LAN EVO軍團 秋名出擊 | 戸田博史 | 羽生尚靖          | 山田雄三 | 丸山宏一 小原渉平（總作畫監督）   | 1999年10月21日 |
| ACT.3  | 敗北の予感                   | 敗北的預感           | 岸間信明 | 津田義三          | 津田義三 | 岩井優器                          | 1999年10月28日 |
| ACT.4  | 燃えない勝利                 | 高興不起來的勝利     | 岸間信明 | 花井信也          | 花井信也 | 森中正春                          | 1999年11月4日  |
| ACT.5  | 破滅へのカウントダウン       | 通往破滅的倒數計時   | 岸間信明 | 政木伸一          | 篠幸裕   | つなきあき                        | 1999年11月11日 |
| ACT.6  | さようならハチロク           | 再會了86             | 岸間信明 | 羽生尚靖 政木伸一 | 山田雄三 | 丸山宏一 小原渉平（總作畫監督）   | 1999年11月18日 |
| ACT.7  | 赤城バトル 白と黒の閃光!     |                      | 戸田博史 | 津田義三          | 津田義三 | 岩井優器                          | 1999年11月25日 |
| ACT.8  | そのクルマ 凶暴につき        | 非常凶猛的那輛車     | 戸田博史 | 神原敏昭          | 花井信也 | 森中正春                          | 1999年12月2日  |
| ACT.9  | ニューハチロク誕生           |                      | 岸間信明 | 政木伸一          | 篠幸裕   | つなきあき                        | 1999年12月9日  |
| ACT.10 | 宣戦布告ハチロクターボ!      |                      | 戸田博史 | 松尾衡            | 石田博   | 丸山宏一                          | 1999年12月16日 |
| ACT.11 | 封印は解き放たれた…          | 解除的封印           | 戸田博史 | 津田義三          | 津田義三 | 岩井優器                          | 2000年1月6日   |
| ACT.12 | ハチロクVSハチロク魂のバトル | 86對86的精髓之戰     | 岸間信明 | 牛草健            | 花井信也 | 小原渉平                          | 2000年1月13日  |
| ACT.13 | 移りゆく季節のなかで         |                      | 岸間信明 | 政木伸一          | 篠幸裕   | つなきあき                        | 2000年1月20日  |

## 頭文字D Third Stage
第三部，劇場版全1集，片長約1小時44分，東映出版，2001年1月13日上映。動畫製作由STUDIO DEEN製作。
工作人員
| 劇本               | 分鏡     | 演出   | 作畫監督                     | 首映日期      |
| ------------------ | -------- | ------ | ---------------------------- | ------------- |
| 戸田博史、岸間信明 | 影山楙倫 | 渡邊浩 | 香月邦夫、河南正昭、外崎春雄 | 2001年1月13日 |

## 頭文字D Fourth Stage
第四部，全24集，富士電視台播映。動畫製作由A.C.G.T製作。
故事概要
十八歲的少年藤原拓海，每日駕駛著父親老舊的Toyota AE86運送豆腐，在崎嶇的秋名山路上無意中練得一手出神入化的飄移技術；以高超的駕駛技術稱雄於群馬地區的拓海，在高中畢業後，決定參加由赤城紅蠍隊的高橋涼介所率領的縣外遠征特別小組「Project D」。
「Project D」的成立目的是在網上募集從關東地區前來的挑戰者，在指定的道路上追求速度以贏得勝利，並刷新各地的記錄。下一個的對手是以神風‧DOWNHILLER而聞名的末次徹所率領的櫪木地區的車隊「Seven Star Leaf」，比賽終於開始了。
各話標題
| 集數   | 日文標題                   | 中文標題         | 劇本     | 分鏡              | 演出       | 作畫監督   | 機械作畫監督 | 首映日期       |
| ------ | -------------------------- | ---------------- | -------- | ----------------- | ---------- | ---------- | ------------ | -------------- |
| ACT.1  | プロジェクトD              |                  | 岸間信明 | 冨永恒雄          | 江島泰男   | 土方トシオ | 近藤勇       | 2004年4月16日  |
| ACT.2  | 全開! ダウンヒルバトル     |                  | 岸間信明 | 工藤進            | 工藤進     | 村井孝司   | 近藤勇       | 2004年4月16日  |
| ACT.3  | 東堂塾最強の男             | 東堂塾最強的男人 | 岸間信明 | 冨永恒雄          | 中川聡     | 土方トシオ | 近藤勇       | 2004年6月19日  |
| ACT.4  | 二つのアドバイス           |                  | 岸間信明 | 工藤進            | 工藤進     | 香川久     | 川原智弘     | 2004年6月19日  |
| ACT.5  | 勝利へのスタートライン     |                  | 岸間信明 | 仁賀緑朗          | 三宅雄一郎 | 村井孝司   | 近藤勇       | 2004年8月21日  |
| ACT.6  | ブラインド・アタック       |                  | 岸間信明 | 工藤進            | 木村寛     | 土方トシオ | 近藤勇       | 2004年8月21日  |
| ACT.7  | 嵐のハチゴーターボ         |                  | 岸間信明 | 冨永恒雄          | 清水明     | 荒木英樹   | 近藤勇       | 2004年10月15日 |
| ACT.8  | 運命のFDバトル             |                  | 岸間信明 | 冨永恒雄          | 木村寛     | 關口雅浩   | 川原智弘     | 2004年10月15日 |
| ACT.9  | 恭子の告白                 | 恭子的告白       | 岸間信明 | 工藤進            | 中川聡     | 土方トシオ | 近藤勇       | 2004年12月17日 |
| ACT.10 | 埼玉エリア最終兵器         |                  | 岸間信明 | 冨永恒雄          | 清水明     | 荒木英樹   | 近藤勇       | 2004年12月17日 |
| ACT.11 | 雨のダウンヒルバトル       | 雨中的下坡賽     | 岸間信明 | 工藤進            | 木村寛     | 土方トシオ | 近藤勇       | 2005年2月18日  |
| ACT.12 | 葛藤のストレート           |                  | 岸間信明 | 工藤進            | 木村寛     | 羽田浩二   | 近藤勇       | 2005年2月18日  |
| ACT.13 | モチベーション             |                  | 岸間信明 | 木村寛            | 木村寛     | 羽田浩二   | 横井秀章     | 2005年4月15日  |
| ACT.14 | 悲しきロンリードライバー   |                  | 岸間信明 | 工藤進            | 工藤進     | 小野沢雅子 | 横井秀章     | 2005年4月15日  |
| ACT.15 | 4WDコンプレックス          |                  | 岸間信明 | 木村寛            | 木村寛     | 三宅雄一郎 | 横井秀章     | 2005年6月17日  |
| ACT.16 | 怒りのヒル・クライム       | 憤怒的上坡賽     | 岸間信明 | 工藤進            | 工藤進     | 羽田浩二   | 横井秀章     | 2005年6月17日  |
| ACT.17 | 埼玉エリア最終決戦         |                  | 岸間信明 | 冨永恒雄          | 木村寛     | 三宅雄一郎 | 横井秀章     | 2005年8月19日  |
| ACT.18 | ラスト・ドライブ           |                  | 岸間信明 | 久原謙一          | 久原謙一   | 羽田浩二   | 横井秀章     | 2005年8月19日  |
| ACT.19 | ゴッドフットとゴッドアーム |                  | 岸間信明 | 木村寛            | 木村寛     | 片岡康浩   | 横井秀章     | 2005年10月14日 |
| ACT.20 | 超絶GT-R!                  |                  | 岸間信明 | 冨永恒雄          | 久原謙一   | 羽田浩二   | 横井秀章     | 2005年10月14日 |
| ACT.21 | ドッグファイト             |                  | 岸間信明 | 工藤進            | 木村寛     | 片岡康浩   | 横井秀章     | 2005年12月16日 |
| ACT.22 | ワンハンドステアの魔術     |                  | 岸間信明 | 久原謙一 冨永恒雄 | 久原謙一   | 羽田浩二   | 横井秀章     | 2005年12月16日 |
| ACT.23 | エンドレスバトル           | 無止境的比賽     | 岸間信明 | 木村寛            | 木村寛     | 江上夏樹   | 横井秀章     | 2006年2月17日  |
| ACT.24 | 終わらない挑戦             | 不會結束的挑戰   | 岸間信明 | 冨永恒雄          | 久原謙一   | 羽田浩二   | 横井秀章     | 2006年2月17日  |

## 頭文字D Fifth Stage
第五部，全14集，首映預定於日本時間2012年11月9早上4點開始在Animax的presents PPV上放送，後來第一集提前至11月4日晚上8點至9點，之後暫定以每月兩話的形式放送。動畫製作方面，由Synergy SP擔任。
故事概要
故事中的主角藤原拓海早已從高中生活中畢業，一邊仍在自家豆腐店與貨運公司上班，另一方面則參加高橋涼介所主導的不敗車隊「D計畫」並作為下坡賽的王牌而活躍於夜間的公路上。藤原拓海將面臨新挑戰，前往栃木、埼玉、茨城等地遠征，並與新女主角上原美佳相遇。
各話標題
| 集數   | 日文標題               | 中文標題   | 劇本     | 分鏡     | 演出         | 作畫監督        | 首映日期       |
| ------ | ---------------------- | ---------- | -------- | -------- | ------------ | --------------- | -------------- |
| ACT.1  | 運命の出会い           | 命運的邂逅 | 岸間信明 | 橋本光夫 | 松本マサユキ | 小丸敏之        | 2012年11月4日  |
| ACT.2  | 新たなる戦場           | 新的戰場   | 岸間信明 | 真野玲   | 川西泰二     | Kim yoon jeong  | 2012年11月4日  |
| ACT.3  | デッド・ライン         | Dead Line  | 岸間信明 | 真野玲   | 渡邊周       | 小畑賢          | 2012年12月14日 |
| ACT.4  | 因縁のリベンジバトル   |            | 岸間信明 | NANAKO   | 關田修       | 菊池陽介        | 2012年12月14日 |
| ACT.5  | 藤原ゾーン             |            | 岸間信明 | 小寺勝之 | 川西泰二     | Kim yoon joung  | 2013年1月11日  |
| ACT.6  | 啓介の意地（プライド） |            | 岸間信明 | 橋本光夫 | 渡部周       | 小畑賢          | 2013年1月11日  |
| ACT.7  | 無（ゼロ）の心         |            | 岸間信明 | 小寺勝之 | 關田修       | 小丸敏之        | 2013年2月8日   |
| ACT.8  | 白い悪魔               | 白色惡魔   | 岸間信明 | 高橋成世 | 川西泰二     | Kim Yoon Joung  | 2013年2月8日   |
| ACT.9  | 死神                   | 死神       | 岸間信明 | 小寺勝之 | 渡部周       | 小畑賢          | 2013年3月8日   |
| ACT.10 | 終止符                 |            | 岸間信明 | 高橋成世 | 関田修       | 菊池陽介        | 2013年3月8日   |
| ACT.11 | 終止符、そして…        |            | 岸間信明 | 高橋成世 | 西村大樹     | 青木真理子      | 2013年4月12日  |
| ACT.12 | ブラザーズ             |            | 岸間信明 | 小寺勝之 | 渡部周       | 清水勝祐 西山忍 | 2013年4月12日  |
| ACT.13 | 想定外バトル           |            | 岸間信明 | 小寺勝之 | 關田修       | 菊池陽介        | 2013年5月10日  |
| ACT.14 | 決着!極限ヒルクライム  |            | 岸間信明 | 橋本光夫 | 西村大樹     | 青木真理子      | 2013年5月10日  |

## 頭文字D Final Stage
最終季，全4集，動畫製作由Synergy SP繼續製作。
故事概要
將以關東地區最終戰，與神奈川縣的對手乾信司進行對決的最終下坡道比賽為舞台。
各話標題
| 集數  | 日文標題   | 中文標題   | 劇本     | 分鏡     | 演出     | 作畫監督                   | 首映日期      |
| ----- | ---------- | ---------- | -------- | -------- | -------- | -------------------------- | ------------- |
| ACT.1 | ナチュラル | 天生       | 岸間信明 | 高橋成世 | 西村大樹 | 青木真理子                 | 2014年5月16日 |
| ACT.2 | 最強の敵   | 最強的敵人 | 岸間信明 | 橋本光夫 | 關田修   | 中村純子 小丸敏之          | 2014年5月16日 |
| ACT.3 | 危険な匂い | 危險的氣息 | 岸間信明 | 高橋成世 | 西村大樹 | 青木真理子                 | 2014年5月22日 |
| ACT.4 | ドリーム   | 夢想       | 岸間信明 | 橋本光夫 | 關田修   | 菊池陽介 中村純子 小丸敏之 | 2014年5月22日 |

## 外部連結
- （日語） Avex 頭文字D DVD&CD官方網站（页面存档备份，存于）
- （日語） 頭文字D avex movie
- （日語） 新劇場版「頭文字D」2014年夏公開決定 原作最終回、アニメシリーズは「Final Stage」へ | アニメ！アニメ！ （页面存档备份，存于）